# Бирлик (канал)
Бирли́к (узб. Birlik arig‘i, Бирлик ариғи) — небольшой канал (арык) в Учтепинском районе Ташкента, левый отвод канала Кукча после его разделения на два канала.

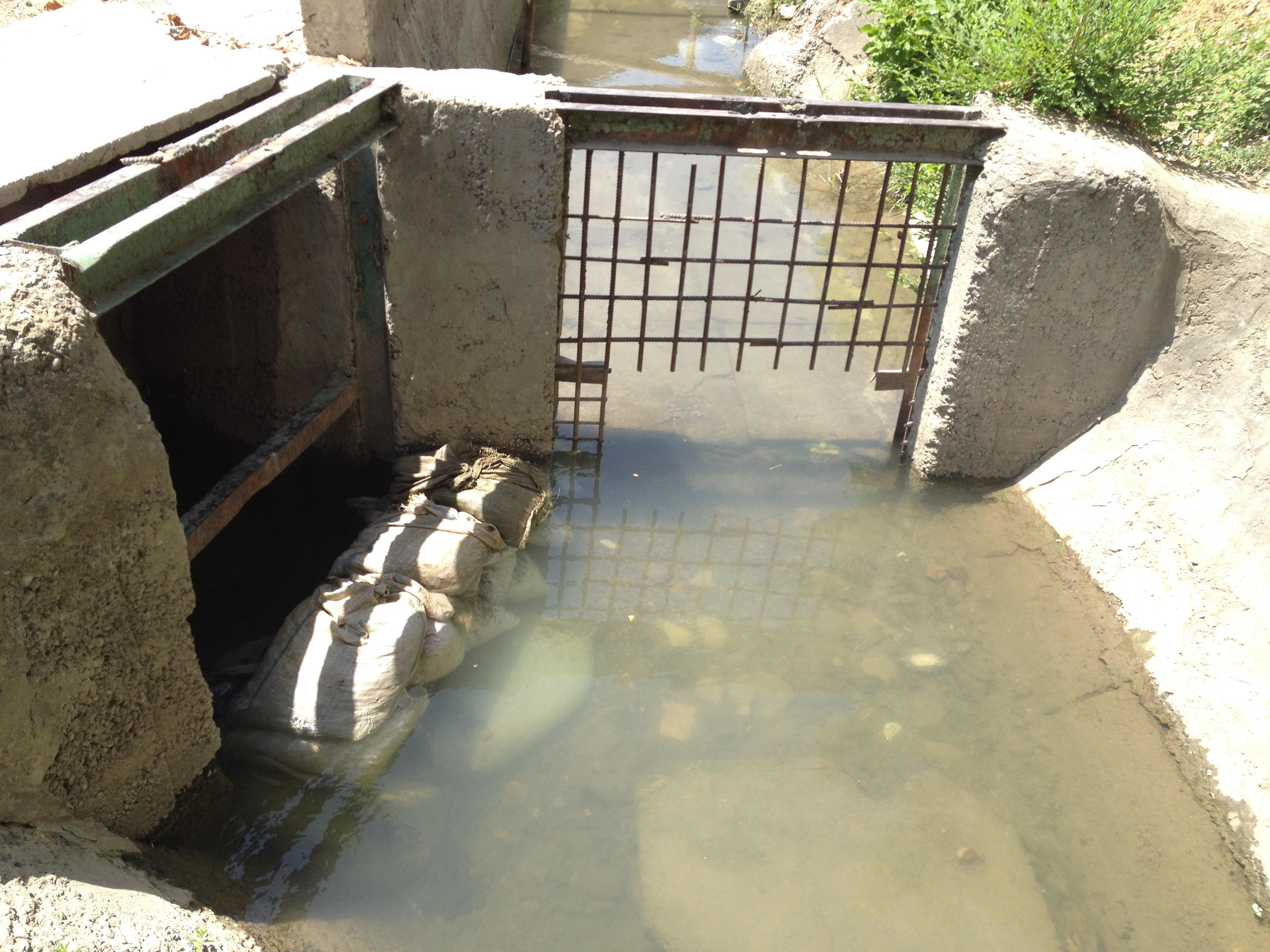
Канал Кукча разделяется
на каналы Бешкайрагач (вправо) и Бирлик (влево)

Средний расход воды — 0,090 м³/с.

## Описание
Длина канала, согласно энциклопедии «Ташкент» (2008), составляет 3885 м, максимальная пропускная способность — 90 л/с, орошаемая площадь — 130 га. По данным К. Холматова и П. Баратова (на 1983 год), длина канала — 4,1 км, расход воды в голове — 300 л/с, орошаемая площадь — 300 га. Из общей длины русла 3085 м бетонированы, на протяжении 800 м оно является земляным.
Бирлик образуется в результате концевого разделения канала Кукча на два арыка, являясь его левым отводом. Вправо от точки разделения течёт арык Бешкайрагач. Деление вод происходит за вторым пересечением Кукчи с улицей Уйгура (в местности Актепа Кукча).
Течение Бирлика полностью располагается на территории Учтепинского района. Арык проходит по одноимённому жилому массиву в общем западном направлении, местами с некоторым уклоном к югу.
По состоянию на 1983 год, от канала отходило 8 правых и 2 левых отвода, по течению он имел 2 дюкера и 23 мостовых трубы.
Посредством Бирлика и Бешкайрагача воды Кукчи, разделённые по арыкам, пересекают Ташкентскую кольцевую автомобильную дорогу и вливаются в коллектор Каракамыш.
Бирлик был реконструирован в 1955 году (эта дата может указываться как год постройки канала).